# ケラノバ
ケラノバ（英: Kellanova Company）、旧称ケロッグ（英: Kellogg Company）は、アメリカ合衆国ミシガン州南部に位置するバトルクリークに本社を置くシリアル食品や菓子、加工食品の製造を行う企業。

## 概要
コーンフレーク、穀類加工食品製造業において世界でトップクラスの規模である。
創業地であり現在も本社があるバトルクリークは、ケロッグの寄付金で設立されたケロッグ大学などの関連施設が多くある企業城下町であるため、「シリアル・シティ」（The Cereal City）とも呼ばれている。

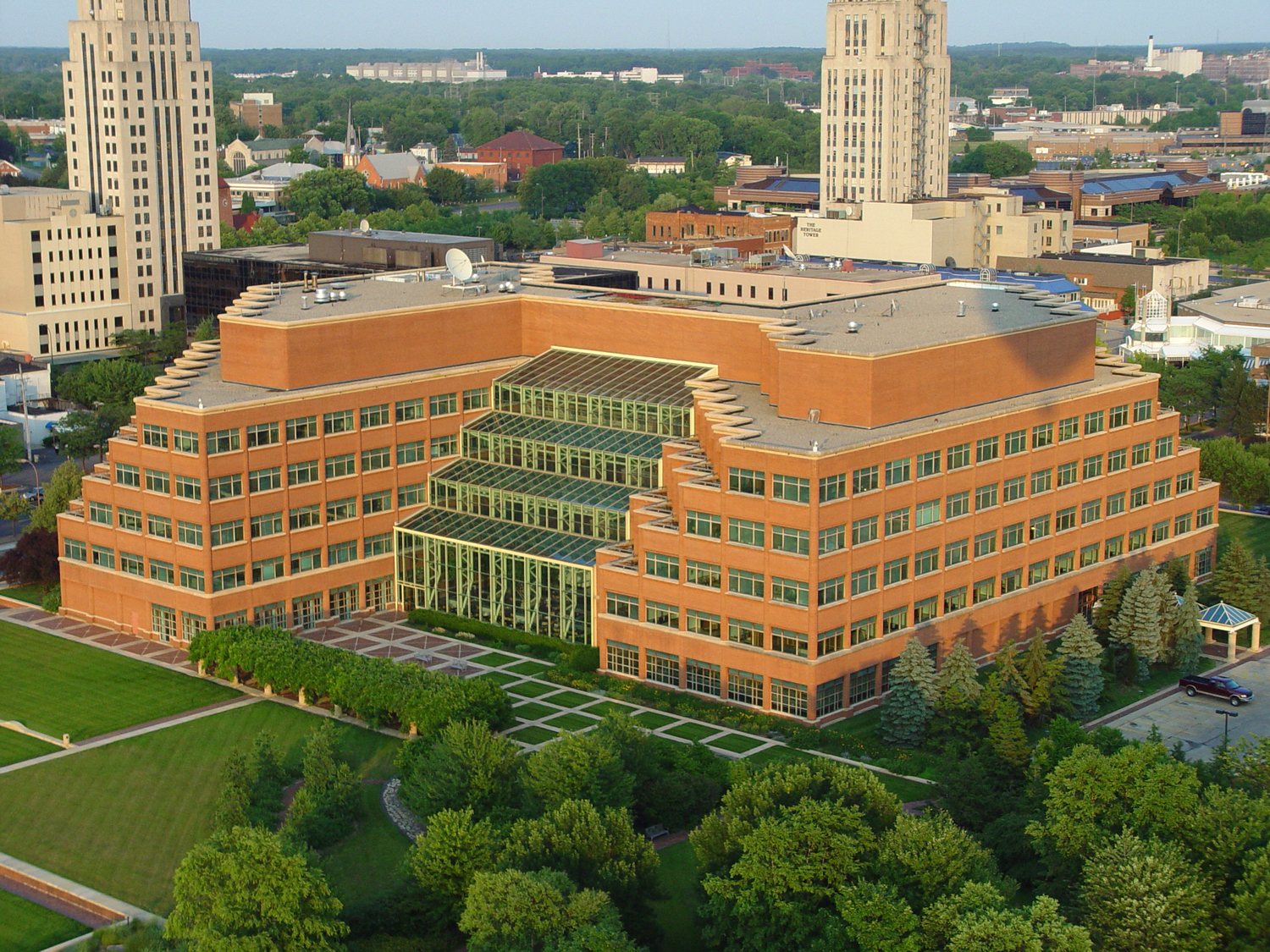
ケロッグ社の本社

## 歴史
1906年2月19日、バトルクリーク出身の兄弟、ウィル・キース・ケロッグとジョン・ハーヴェイ・ケロッグがバトルクリークトーストコーンフレークを設立。同社はフレークを販売し大成功を収め、1922年にケロッグと改称された。
1962年に100%出資の日本法人である日本ケロッグを設立。
2012年、プロクター・アンド・ギャンブルの食品事業撤退による売却にともない、プリングルズの商標権を取得。
2022年、北米のシリアル事業と植物性食品・スナック菓子事業を分社化（スピンオフ）し、主力のスナックなどの事業を残すことを発表した。2023年12月までに、北米のシリアル事業を分社化して「WKケロッグ」(NYSE: KLG)とし、残った会社を「ケラノバ (Kellanova)」と改名した。なお、当初は植物性食品・スナック菓子事業も分離する予定だったが、植物由来食品事業の売り上げ低迷を受けて、断念した。
2024年8月14日、同業会社で「スニッカーズ」や「M&M's」などを製造しているマースは本企業を359億ドル（日本円で約5兆3000億円）で買収することを発表した。

## 日本法人
日本では、日本ケロッグ合同会社（にほんケロッグ）が展開を行っている。
米国ケロッグ社（NYSE: K）が100%出資の日本法人として1962年に日本ケロッグ株式会社として設立。翌1963年に日本オリジナルパッケージでシリアルの発売を開始。このとき発売されたのは、「コーンフレーク」と、砂糖でコーティングされた「コーンフロスト」（現コーンフロスティ）の2製品。その後15種類以上のシリアル製品を製造。コーンフレークやコーンフロスティのほか、シュガーポン、ハニーポン、フルーツポン、ライスクリスピー、チョコワ、チョコクリスピー、玄米フレーク、オールブラン、ブランフレーク・プレーン、フルーツグラノラ、スペシャルK、コンボなどを製造。オールブランとブランフレーク・プレーンは、高食物繊維の特定保健用食品である。
味の素とは日本法人を設立した当時から販売契約を結んでいたが、2020年3月31日の契約満了をもって総販売元契約解消が発表された。また、P&Gから買収した成形ポテトスナック「プリングルズ」については、2013年1月より森永製菓と販売契約を結んでいたが、こちらも同じく2020年3月31日で契約解消している。
2015年4月には、サントリー食品インターナショナルとの提携商品として「ケロッグ 飲む朝食 フルーツグラノーラ」 を発売した。この商品はサントリー食品インターナショナルの製品として扱われている。
長らく紙箱で売られていたが、2018年よりアルミニウムの袋入りパッケージに変わった。

## キャラクター
現在
- コーンフレーク - ニワトリの「コーニー（コーネリアス）」日本での発売開始時は「チャーリー」と呼ばれていた。
- コーンフロスティ （以前はコーンフロスト）- トラの「トニー・ザ・タイガー」[8]。ケロッグ本社のマスコットキャラクターでもある。日本での発売開始時は「とらチャン」と呼ばれていた[9]。
- チョコクリスピー（英語版）・チョコワ - サルの「ココくん」

過去
- コンボ - ゴリラの「コンボくん（キングコンボ）」 - 日本オリジナル。北米では「ブルー・ヌー」（Blue Gnu）を使用。
- シュガーポン - リスの「ピーターくん」
- チョコワ - ゾウの「メルビン」 - ラテンアメリカではチョコクリスピーのキャラクターとして現役使用。
- チョコクリスピー - サルの「チョコくん」
- ハニースマック（英語版） - クマの「ハニーベアー」
- ハニーポン - ミツバチの「ハニーちゃん」
- フルーツループ（以前はフルーツポン） - オオハシの「サム（トゥカン・サム）」
- ライスクリスピー（英語版） - 三人組の「ピッチー、パッチー、プッチー（ポップ、スナップ、クラックル）」 - 北米ではチョコクリスピーのキャラクターとしても使用。

など。

## 広告戦略
- かつては、朝日放送テレビ制作日曜朝8時30分枠のアニメでは番組スポンサーにも関わっていた。番組休止時には、全日本大学駅伝のスポンサーを振替提供する時期があった。
- フジテレビ『ビッグトゥデイ』のスポンサーを途中まで務めていた。朝日放送テレビ深夜の長寿番組『探偵!ナイトスクープ』（上岡局長期）で数年間スポットCMを展開していた。
- スーパー戦隊シリーズ（1986年10月から2005年3月まで、毎年10月から翌年3月まで。）、メタルヒーローシリーズ（時空戦士スピルバンからビーロボカブタックまで）で番組スポンサーを務めていた。
- テレビ東京系では、前述したように裏番組にあたるテレビ東京系列日曜朝8時30分におけるテレビアニメのカウキャッチャー（番組開始前）やヒッチハイク（番組終了後）を流すこともある。2011年の『クロスファイト ビーダマン』よりヒッチハイク（8:58ごろ）を流すこともあったが、2013年は前述の『クロスファイト ビーダマン eS』よりカウキャッチャー（7:29ごろ）に放送されるようになった。また同時に『ビーストサーガ』のヒッチハイク（8:58ごろ）に放送される時期もあった。
- 日米問わず、子供番組やアニメを中心にテレビ番組のスポンサーとして広告を流している。中でもテレビせとうちにて放送されていたアニメ『アイドル伝説えり子』では、作中にケロッグ製品を食べるシーンが登場していた。
- 1990年代前半は、「チョコクリスピー」や「コーンフロスト」といった子供向けコーンフレークのCMの最後に「♪Kellogg's the best to you」のサウンドロゴが流れていた時期があったが、1997年頃を境に廃止された。
- 1963年の発売当初から、製品におまけが封入されている。パッケージ裏を切り抜いて作るペーパークラフトや、ミニカー、フィギュア、DVDなど様々なものがある。また、『ドラえもん』など、前述のスポンサーとなったアニメのキャラクターグッズが封入されることもある。
  - 1970年代までは、これらのおまけを当時オーストラリアにあった「Rosenhain & Lipmann (R&L) 社」（1959年 - 1977年）製が製造しており、世界的にケロッグやほかのシリアルのおまけとして採用され輸出されていた。ただし、封入されていた時期は商品により異なる。
- 著名人やタレントがメディアでケロッグ製品について触れると、御礼として製品を送ることがある。例としてはM-1グランプリ2019で、優勝したミルクボーイがコーンフレークを題材にしたネタを披露し、「腕組みしてる虎」「赤いスカーフの虎」とトニー・ザ・タイガーにも言及したところ、翌日にはミルクボーイに優勝祝いとして「コーンフロスティ」1年分を贈呈することが日本ケロッグ公式ツイッターで発表された[10]。その1カ月後にはミルクボーイが「ケロッグ公式応援サポーター」に任命され、就任式では先述のネタ中で「コーンフレークは生産者の顔が浮かばへん」と発言していたことに絡め、同社の工場長と対面する演出がなされた[11]。

### 問題となった広告
- 2004年、韓国にて行ったキャンペーンにてチョコ味のシリアル「チェッキ」とネギ味のシリアル「チャッカ」のどちらを商品化するかという投票を行った。しかし、ネットユーザーの組織票などによって後者に投票する人が続出した為、これを不正とみなしてチョコ味の当選を発表。その為長い期間批判を浴びることとなり、再投票を実施。結果、2020年に後者も商品化された[12]。
- 2012年7月、日本でも同様の広告戦略が行われた[13]。チョコが嫌いという理由でチョコワにワサビを入れようと企むスフィンクスに、同製品のココくんが投票で対抗しようというものだが、やはり2ちゃんねるのユーザーなどからスフィンクスに組織表を入れ、同月4日時点で約54万票差でスフィンクスが圧勝[14]。この時点でケロッグはねとらぼの取材に対して「スフィンクスが勝った場合にはなんらかの形でワサビ味の製品を出すことを検討する」としていた[14]。しかし、同月24日時点でプログラムなどを使った不正な多重投票を弾くようになった結果、ココくんの12,875票に対しスフィンクスの票はわずか8,752票まで減少[15]。最終的にココくんの14,667票に対してスフィンクスは9,367票となり、わさび味は発売されなかった。[16]